# 松田理奈
松田 理奈（まつだ りな、1985年9月30日 - ）は、日本のヴァイオリニスト。

## 人物・来歴
神奈川県横浜市出身。3歳の頃よりヴァイオリンを始める。東京藝術大学音楽学部附属音楽高等学校卒業後、桐朋学園大学ソリスト・ディプロマコースにて研鑽を積み、2006年ニュルンベルク音楽大学（ドイツ）に編入。
2008年同大学を首席にて卒業。その後同大学院に進学し、2010年首席にて修了。在学中より教授アシスタントを務める。

## コンクール・受賞歴
- 1997年　第7回日本クラシック音楽コンクール 全国大会小学生の部 1位
- 1998年　第52回全日本学生音楽コンクール 大阪大会中学校の部 1位
- 2001年　第10回日本モーツァルト音楽コンクール バイオリン部門 1位（同コンクール史最年少優勝）
- 2002年　秋吉台音楽賞受賞
- 2002年　第71回日本音楽コンクール バイオリン部門 3位
- 2004年　第73回日本音楽コンクール バイオリン部門 1位 併せてレウカディア賞、鷲見賞、黒柳賞受賞
- 2007年　パブロ・サラサーテ国際ヴァイオリン・コンクールバイオリン部門入賞
- 2011年　第12回ホテルオークラ音楽賞受賞
- 2013年　第23回新日鉄住金音楽賞(旧新日鉄音楽賞)受賞

## ディスコグラフィ

### アルバム
- ドルチェ･リナ～モーツァルト：2つのヴァイオリン・ソナタ他～（2006年11月22日）
- カルメン幻想曲（2008年9月17日）
- ラヴェル ライブ（2010年7月14日）-ライブ盤2010年1月22日紀尾井ホール
- イザイ：無伴奏ヴァイオリン・ソナタ　作品27（2010年11月17日）
- ブラームス第１番＆フランク　ヴァイオリン・ソナタ 　ピアノ:清水和音　(2018年)